# Cynehard
Cynehard z Winchesteru (Cyneheard, Cineheardus, Kyneheard; żył w VIII wieku) – średniowieczny biskup Winchesteru.
Niewiele jest informacji na temat Cyneharda. Z Kroniki Anglosaskiej dowiadujemy się, że w roku 744 został wyświęcony na biskupa diecezji Winchester jako następca Hunfritha, czego świadkiem był m.in. Jaenbert arcybiskup Canterbury.
Wiadomo również, że przyjaźnił się ze św. Lulem, biskupem a późniejszym arcybiskupem Moguncji. Zachowały się dowody korespondencji między nimi. W jednym z listów Cynehard nakłania Lula, by kontynuował wspólnotę modlitewną założoną przez św. Bonifacego i biskupów Daniela i Hunfritha. Wiadomo również, że posłał mu kilka darów, w tym książki medyczne, które "były zbyt trudne do odszyfrowania".
Cynehard potwierdzał również swym autorytetem darowizny królewskie króla Cynewulfa.
Jego następcą w diecezji Winchester został biskup Ethelhard.